# Asociația Fotbal Club Hermannstadt 2025-2026
Questa voce raccoglie le informazioni riguardanti il Asociația Fotbal Club Hermannstadt nelle competizioni ufficiali della stagione 2025-2026.

## Stagione
Nella stagione 2025-2026 l'Hermannstadt disputa il campionato di Liga I, dopo il settimo posto della stagione precedente.

## Divise e sponsor
Lo sponsor tecnico per la stagione 2025-2026 è Nike, mentre il main sponsor è Unibet.
| Casa | Trasferta | Terza divisa |

## Organigramma societario
Area direttiva
- Presidente esecutivo: Daniel Niculae
- Membri del consiglio di dirigenza: Ștefan Băcilă, Claudiu Rotar
- Direttori sportivi: Radu Neguț, Dănuț Perjă

Area organizzativa e comunicazione
- Ordine e sicurezza: Valentin Bisericescu
- Ufficio stampa: Cosmin Călinescu
- Marketing: Iris Arsenie, Denisa Radu

Area tecnica
- Allenatore: Marius Măldărășanu
- Allenatori in seconda: Laurențiu Costache, Valentin Negru
- Allenatore dei portieri: Florin Berța
- Preparatore atletico: Stelian Isac

Area sanitaria
- Medico sociale: Dragomir Rusu
- Fisioterapista: George Halmaghi
- Massaggiatore: Mircea Fățan

## Rosa
Rosa e numerazione aggiornate al 10 agosto 2025.
| N. |                        | Ruolo | Calciatore              |
| -- | ---------------------- | ----- | ----------------------- |
| 2  | Lussemburgo (bandiera) | P     | Vahid Selimovic         |
| 3  | Cipro (bandiera)       | D     | Andreas Karō            |
| 4  | Romania (bandiera)     | D     | Ionuț Stoica (capitano) |
| 5  | Romania (bandiera)     | D     | Florin Bejan            |
| 6  | Gambia (bandiera)      | C     | Kalifa Kujabi           |
| 7  | Romania (bandiera)     | A     | Ianis Stoica            |
| 7  | Brasile (bandiera)     | A     | Jair Tavares da Silva   |
| 9  | Romania (bandiera)     | A     | Aurelian Chițu          |
| 10 | Romania (bandiera)     | A     | Cristian Neguț          |
| 11 | Romania (bandiera)     | A     | Sergiu Buș              |
| 13 | Romania (bandiera)     | C     | Dragoș Albu             |
| 16 | Ghana (bandiera)       | D     | Saeed Issah             |
| 17 | Germania (bandiera)    | C     | Patrick Vuc             |
| 20 | Romania (bandiera)     | C     | Ianis Gândilă           |

| N. |                       | Ruolo | Calciatore       |
| -- | --------------------- | ----- | ---------------- |
| 21 | Portogallo (bandiera) | C     | Diogo Batista    |
| 22 | Romania (bandiera)    | P     | Ionuț Pop        |
| 23 | Romania (bandiera)    | C     | Ianis Mihart     |
| 24 | Bulgaria (bandiera)   | C     | Antoni Ivanov    |
| 25 | Romania (bandiera)    | P     | Cătălin Cabuz    |
| 29 | Romania (bandiera)    | C     | Ciprian Biceanu  |
| 30 | Ghana (bandiera)      | D     | Nana Antwi       |
| 31 | Romania (bandiera)    | P     | Vlad Muțiu       |
| 51 | Romania (bandiera)    | D     | Alexandru Oroian |
| 66 | Romania (bandiera)    | D     | Tiberiu Căpușă   |
| 77 | Romania (bandiera)    | D     | Luca Stancu      |
| 96 | Romania (bandiera)    | C     | Silviu Balaure   |
| 98 | Romania (bandiera)    | D     | Kevin Ciubotaru  |

## Calciomercato

### Sessione estiva(dall'1/7 al 30/9)
| Acquisti         | Acquisti              | Acquisti            | Acquisti      |
| R.               | Nome                  | da                  | Modalità      |
| ---------------- | --------------------- | ------------------- | ------------- |
| D                | Kevin Ciubotaru       | Unirea Ungheni      | fine prestito |
| D                | Saeed Issah           | Metaloglobus        | fine prestito |
| D                | Andreas Karō          | Maccabi Petah Tikva | svincolato    |
| D                | Luca Stancu           | Câmpulung           | svincolato    |
| C                | Dragoș Albu           | FC U Craiova        | svincolato    |
| C                | Diogo Batista         | Penafiel            | svincolato    |
| C                | Jair Tavares da Silva | Mes Rafsanjan       | svincolato    |
| C                | Patrick Vuc           | Freiberg            | svincolato    |
| Altre operazioni |                       |                     |               |
| R.               | Nome                  | da                  | Modalità      |
| P                | Alexandru Uțiu        | CSM Focșani         | fine prestito |
| D                | Răzvan Călugăr        | Unirea Alba Iulia   | fine prestito |
| C                | Alexandru Jipa        | Gloria Buzău        | fine prestito |

| Cessioni         | Cessioni          | Cessioni             | Cessioni      |
| R.               | Nome              | a                    | Modalità      |
| ---------------- | ----------------- | -------------------- | ------------- |
| D                | Valerică Găman    |                      | svincolato    |
| D                | Tiago Gonçalves   | Újpest Football Club | definitivo    |
| C                | Dragoș Iancu      | FC Politehnica Iași  | svincolato    |
| C                | Alessandro Murgia | SPAL                 | fine prestito |
| A                | Ianis Stoica      | Estrela Amadora      | definitivo    |
| A                | Robert Popescu    | Voluntari            | fine prestito |
| Altre operazioni |                   |                      |               |
| R.               | Nome              | a                    | Modalità      |
| P                | Alexandru Uțiu    | Sănătatea Cluj       | svincolato    |
| D                | Răzvan Călugăr    | Șelimbăr             | prestito      |
| C                | Alexandru Jipa    | FC Politehnica Iași  | svincolato    |

## Risultati

### Liga I

#### Prima fase

##### Girone di andata
| Arbitro: | Viorel Flueran |

|              |           |            |
| Stoian 90+3’ | Marcatori | 75’ Kujabi |

| Arbitro: | Iulian Călin |

|                         |           |                      |
| Căpușă 3’ Ia.Stoica 40’ | Marcatori | 58’ Zakir 77’ Huiban |

| Arbitro: | Horia Mladinovici |

|           |           |  |
| Roman 40’ | Marcatori |  |

| Arbitro: | István Kovács |

|                   |           |                        |
| Buș 50’ Neguț 54’ | Marcatori | 45+3’ Thiam 72’ Murgia |

| Arbitro: | Andrei Chivulete |

|              |           |  |
| Romančuk 31’ | Marcatori |  |

| Arbitro: | Marian Barbu |

|                   |           |         |
| Grozav 51’ (rig.) | Marcatori | 82’ Buș |

| Sibiu 23 agosto 2025, ore 17:00 EEST 7ª giornata | Hermannstadt | – referto | Farul Costanza | Stadio Municipal Sibiu |

| Bucarest 30 agosto 2025, ore 17:00 EEST 8ª giornata | Dinamo Bucarest | – referto | Hermannstadt | Arcul de Triumf |

| Sibiu 13 settembre 2025, ore 17:00 EEST 9ª giornata | Hermannstadt | – referto | Unirea Slobozia | Stadio Municipal Sibiu |

| Bucarest 18 settembre 2025, ore 15:00 EEST 10ª giornata | Rapid Bucarest | – referto | Hermannstadt | Stadio Rapid-Giulești |

| Sibiu 27 settembre 2025, ore 17:00 EEST 11ª giornata | Hermannstadt | – referto | Argeș Pitești | Stadio Municipal Sibiu |

| Cluj-Napoca 4 ottobre 2025, ore 17:00 EEST 12ª giornata | CFR Cluj | – referto | Hermannstadt | Stadio Dr. Constantin Rădulescu |

| Sibiu 18 ottobre 2025, ore 17:00 EEST 13ª giornata | Hermannstadt | – referto | Csíkszereda | Stadio Municipal Sibiu |

| Botoșani 25 ottobre 2025, ore 17:00 EEST 14ª giornata | Botoșani | – referto | Hermannstadt | Stadio Municipal Botoșani |

| Sibiu 1 novembre 2025, ore 17:00 EET 15ª giornata | Hermannstadt | – referto | Oțelul Galați | Stadio Municipal Sibiu |

##### Girone di ritorno
| Sibiu 8 novembre 2025, ore 17:00 EET 16ª giornata | Hermannstadt | – referto | FCSB | Stadio Municipal Sibiu |

| 22 novembre 2025, ore 17:00 EET 17ª giornata | Metaloglobus | – referto | Hermannstadt |  |

| Sibiu 29 novembre 2025, ore 17:00 EET 18ª giornata | Hermannstadt | – referto | UTA Arad | Stadio Municipal Sibiu |

| Cluj-Napoca 6 dicembre 2025, ore 17:00 EET 19ª giornata | U Cluj | – referto | Hermannstadt | Cluj Arena |

| Sibiu 13 dicembre 2025, ore 17:00 EET 20ª giornata | Hermannstadt | – referto | U Craiova | Stadio Municipal Sibiu |

| Sibiu 20 dicembre 2025, ore 17:00 EET 21ª giornata | Hermannstadt | – referto | Petrolul Ploiești | Stadio Municipal Sibiu |

| Ovidiu 17 gennaio 2026, ore 17:00 EET 22ª giornata | Farul Costanza | – referto | Hermannstadt | Stadio Viitorul |

| Sibiu 24 gennaio 2026, ore 17:00 EET 23ª giornata | Hermannstadt | – referto | Dinamo Bucarest | Stadio Municipal Sibiu |

| 31 gennaio 2026, ore 17:00 EET 24ª giornata | Unirea Slobozia | – referto | Hermannstadt |  |

| Sibiu 4 febbraio 2026, ore 17:00 EET 25ª giornata | Hermannstadt | – referto | Rapid Bucarest | Stadio Municipal Sibiu |

| 7 febbraio 2026, ore 17:00 EET 26ª giornata | Argeș Pitești | – referto | Hermannstadt |  |

| Sibiu 14 febbraio 2026, ore 17:00 EET 27ª giornata | Hermannstadt | – referto | CFR Cluj | Stadio Municipal Sibiu |

| Miercurea Ciuc 21 febbraio 2026, ore 17:00 EET 28ª giornata | Csíkszereda | – referto | Hermannstadt | Stadio Municipal Miercurea Ciuc |

| Sibiu 28 febbraio 2026, ore 17:00 EET 29ª giornata | Hermannstadt | – referto | Botoșani | Stadio Municipal Sibiu |

| Galați 7 marzo 2026, ore 17:00 EET 30ª giornata | Oțelul Galați | – referto | Hermannstadt | Stadio Oțelul |

## Statistiche

### Statistiche di squadra
Statistiche aggiornate al 10 agosto 2025 (Liga I esclusa).
| Competizione  | Competizione  | Punti | In casa | In casa | In casa | In casa | In casa | In casa | In trasferta | In trasferta | In trasferta | In trasferta | In trasferta | In trasferta | Totale | Totale | Totale | Totale | Totale | Totale | DR |
| Competizione  | Competizione  | Punti | G       | V       | N       | P       | Gf      | Gs      | G            | V            | N            | P            | Gf           | Gs           | G      | V      | N      | P      | Gf     | Gs     | DR |
| ------------- | ------------- | ----- | ------- | ------- | ------- | ------- | ------- | ------- | ------------ | ------------ | ------------ | ------------ | ------------ | ------------ | ------ | ------ | ------ | ------ | ------ | ------ | -- |
| Liga I        | Prima fase    |       |         |         |         |         |         |         |              |              |              |              |              |              |        |        |        |        |        |        |    |
| Cupa României | Cupa României | -     |         |         |         |         |         |         |              |              |              |              |              |              |        |        |        |        |        |        |    |
| Totale        | Totale        | -     |         |         |         |         |         |         |              |              |              |              |              |              |        |        |        |        |        |        |    |

### Andamento in campionato

#### Prima fase
| Giornata  | 1 | 2 | 3  | 4  | 5  | 6  | 7 | 8 | 9 | 10 | 11 | 12 | 13 | 14 | 15 | 16 | 17 | 18 | 19 | 20 | 21 | 22 | 23 | 24 | 25 | 26 | 27 | 28 | 29 | 30 |
| --------- | - | - | -- | -- | -- | -- | - | - | - | -- | -- | -- | -- | -- | -- | -- | -- | -- | -- | -- | -- | -- | -- | -- | -- | -- | -- | -- | -- | -- |
| Luogo     | T | C | T  | C  | T  | T  | C | T | C | T  | C  | T  | C  | T  | C  | C  | T  | C  | T  | C  | C  | T  | C  | T  | C  | T  | C  | T  | C  | T  |
| Risultato | N | N | P  | N  | P  | N  |   |   |   |    |    |    |    |    |    |    |    |    |    |    |    |    |    |    |    |    |    |    |    |    |
| Posizione | 4 | 8 | 13 | 14 | 14 | 14 |   |   |   |    |    |    |    |    |    |    |    |    |    |    |    |    |    |    |    |    |    |    |    |    |

Legenda:

Luogo: C = Casa; T = Trasferta. Risultato: V = Vittoria; N = Pareggio; P = Sconfitta.

### Statistiche dei giocatori
Sono in corsivo i calciatori che hanno lasciato la società a stagione in corso.
Statistiche aggiornate al 10 agosto 2025 (Liga I esclusa).
| Giocatore    | Liga I   | Liga I | Liga I      | Liga I     | Cupa României | Cupa României | Cupa României | Cupa României | Totale   | Totale | Totale      | Totale     |
| Giocatore    | Presenze | Reti   | Ammonizioni | Espulsioni | Presenze      | Reti          | Ammonizioni   | Espulsioni    | Presenze | Reti   | Ammonizioni | Espulsioni |
| ------------ | -------- | ------ | ----------- | ---------- | ------------- | ------------- | ------------- | ------------- | -------- | ------ | ----------- | ---------- |
| D. Albu      | 0        | 0      | 0           | 0          | 0             | 0             | 0             | 0             | 0        | 0      | 0           | 0          |
| N. Antwi     | 0        | 0      | 0           | 0          | 0             | 0             | 0             | 0             | 0        | 0      | 0           | 0          |
| S. Balaure   | 0        | 0      | 0           | 0          | 0             | 0             | 0             | 0             | 0        | 0      | 0           | 0          |
| D. Batista   | 0        | 0      | 0           | 0          | 0             | 0             | 0             | 0             | 0        | 0      | 0           | 0          |
| F. Bejan     | 0        | 0      | 0           | 0          | 0             | 0             | 0             | 0             | 0        | 0      | 0           | 0          |
| C. Biceanu   | 0        | 0      | 0           | 0          | 0             | 0             | 0             | 0             | 0        | 0      | 0           | 0          |
| S. Buș       | 0        | 0      | 0           | 0          | 0             | 0             | 0             | 0             | 0        | 0      | 0           | 0          |
| C. Cabuz     | 0        | 0      | 0           | 0          | 0             | 0             | 0             | 0             | 0        | 0      | 0           | 0          |
| T. Căpușă    | 0        | 0      | 0           | 0          | 0             | 0             | 0             | 0             | 0        | 0      | 0           | 0          |
| A. Chițu     | 0        | 0      | 0           | 0          | 0             | 0             | 0             | 0             | 0        | 0      | 0           | 0          |
| K. Ciubotaru | 0        | 0      | 0           | 0          | 0             | 0             | 0             | 0             | 0        | 0      | 0           | 0          |
| I. Gândilă   | 0        | 0      | 0           | 0          | 0             | 0             | 0             | 0             | 0        | 0      | 0           | 0          |
| S. Issah     | 0        | 0      | 0           | 0          | 0             | 0             | 0             | 0             | 0        | 0      | 0           | 0          |
| A. Ivanov    | 0        | 0      | 0           | 0          | 0             | 0             | 0             | 0             | 0        | 0      | 0           | 0          |
| Jair         | 0        | 0      | 0           | 0          | 0             | 0             | 0             | 0             | 0        | 0      | 0           | 0          |
| A. Karō      | 0        | 0      | 0           | 0          | 0             | 0             | 0             | 0             | 0        | 0      | 0           | 0          |
| I. Mihart    | 0        | 0      | 0           | 0          | 0             | 0             | 0             | 0             | 0        | 0      | 0           | 0          |
| V. Muțiu     | 0        | 0      | 0           | 0          | 0             | 0             | 0             | 0             | 0        | 0      | 0           | 0          |
| C. Neguț     | 0        | 0      | 0           | 0          | 0             | 0             | 0             | 0             | 0        | 0      | 0           | 0          |
| A. Oroian    | 0        | 0      | 0           | 0          | 0             | 0             | 0             | 0             | 0        | 0      | 0           | 0          |
| I. Pop       | 0        | 0      | 0           | 0          | 0             | 0             | 0             | 0             | 0        | 0      | 0           | 0          |
| V. Selimovic | 0        | 0      | 0           | 0          | 0             | 0             | 0             | 0             | 0        | 0      | 0           | 0          |
| L. Stancu    | 0        | 0      | 0           | 0          | 0             | 0             | 0             | 0             | 0        | 0      | 0           | 0          |
| Ia. Stoica   | 2        | 1      | 0           | 0          | 0             | 0             | 0             | 0             | 2        | 1      | 0           | 0          |
| Io. Stoica   | 0        | 0      | 0           | 0          | 0             | 0             | 0             | 0             | 0        | 0      | 0           | 0          |
| P. Vuc       | 0        | 0      | 0           | 0          | 0             | 0             | 0             | 0             | 0        | 0      | 0           | 0          |